# Гассама, Бакари
Бакари Гассама (англ. Bakary Papa Gassama; род. 10 февраля 1979, Банжул) — гамбийский футбольный судья. Судья ФИФА с 2007 года. Один из судей чемпионата мира 2014 года.
Статус судьи ФИФА получил 1 января 2007 года. С 2009 года на постоянной основе привлекается к судейству матчей лиги чемпионов КАФ. Первый международный матч на уровне национальных сборных отсудил в феврале 2009 года между сборными Руанды и Туниса. В 2012 году обслуживает матчи кубка африканских наций, как на групповой стадии турнира так и на стадии плей-офф. В этом же году привлекается к судейству олимпийского футбольного турнира на играх в Лондоне.
В 2013 году вновь привлекается к обслуживанию матчей кубка африканских наций, позже отправляется судить на молодёжный чемпионат мира в Турцию. 10 ноября 2013 году судит ответный финальный поединок лиги чемпионов КАФ между клубами «Аль-Ахли» и «Орландо Пайретс» (2:0). В декабре этого же года работает на клубном чемпионате мира в Марокко.
15 января 2014 вместе с двумя помощниками, камерунцем Эваристом Менкоуанде и руандийцем Фелисьеном Кабанда выбран одним из судей чемпионата мира по футболу 2014 года в Бразилии. Привлечён к судейству матча Нидерланды — Чили.
В мае 2022 года ФИФА назначила его одним из 36 главных судей чемпионата мира по футболу 2022 года в Катаре.

### Чемпионат мира 2022
| Стадия         | Дата           | Место                | Команда 1  | Команда 2 | Результат | Предупреждён | Red card | Пенальти |
| -------------- | -------------- | -------------------- | ---------- | --------- | --------- | ------------ | -------- | -------- |
| Групповой этап | 29 ноября 2022 | Эль-Байт, г.Эль-Хаур | Нидерланды | Катар     | 2:0 (1:0) | 1 - 0        | 0 - 0    | 0 - 0    |